# Isong Corona
Isong Corona est une corona, formation géologique en forme de couronne, située sur la planète Vénus par 12° N et 49,2° E. Elle est localisée dans le quadrangle de Mead. Elle a été nommée en référence à Isong, déesse de la fertilité chez les Ibibios (Nigeria) . 

## Géographie et géologie
Isong Corona couvre une surface circulaire d'environ 540 km de diamètre. Cette formation fait partie des 34 coronae de plus de 500 km de diamètre sur la surface de Vénus.